# Baaste
Baaste ist ein Wohnplatz in der Gemeinde Farven (Landkreis Rotenburg (Wümme) in Niedersachsen) und liegt in der Gemarkung des Ortsteils Farven. Der Wohnplatz Baaster Berg wird häufig zu Baaste mit zugerechnet.  

## Geographie und Verkehrsanbindung
Die Bever tangiert den Ort im Süden. Östlich vom Ort münden der Baaster Bach von Norden kommend und der Reither Bach von Süden kommend in die Bever. Durch Baaste führt die K 109, die im Norden nach Kutenholz und im Süden nach Farven, Anderlingen und Selsingen führt. Zudem führt eine Nebenstraße zum Steinberg/Byhusen. 

## Geschichte
Baaste entwickelte sich aus einem alleinstehenden Hof und hat schon immer mit zu Farven gehört.

### Einwohnerentwicklung
| Jahr | Einwohner          |
| ---- | ------------------ |
| 1824 | 1 Feuerstelle      |
| 1848 | 11 Leute, 2 Häuser |
| 1871 | 21                 |

### Religion
Baaste ist evangelisch-lutherisch geprägt und gehört zum Kirchspiel der Kirche St. Lambertus in Selsingen. In Farven gibt es zudem eine freikirchliche Gemeinde.